# العلاقات الكرواتية الكيريباتية
العلاقات الكرواتية الكيريباتية هي العلاقات الثنائية التي تجمع بين كرواتيا وكيريباتي.

## مقارنة بين البلدين
هذه مقارنة عامة ومرجعية للدولتين:
| وجه المقارنة                                              | كرواتيا                                                  | كيريباتي                        |
| --------------------------------------------------------- | -------------------------------------------------------- | ------------------------------- |
| المساحة (كم2)                                             | 56.59 ألف                                                | 811                             |
| عدد السكان (نسمة)                                         | 4.11 مليون                                               | 116.40 ألف                      |
| الكثافة السكانية (ن./كم²)                                 | 72.63                                                    | 14.35 ألف                       |
| العاصمة                                                   | زغرب                                                     | جنوب تاراوا                     |
| اللغة الرسمية                                             | اللغة الكرواتية                                          | لغة إنجليزية، اللغة الكيريباتية |
| العملة                                                    | كونا كرواتية                                             | دولار كريباتي، دولار أسترالي    |
| الناتج المحلي الإجمالي (بليون دولار)                      | 54.85 مليار                                              | 196.15 مليون                    |
| الناتج المحلي الإجمالي (تعادل القوة الشرائية) بليون دولار | 94.64 مليار                                              | 224.26 مليون                    |
| الناتج المحلي الإجمالي الاسمي للفرد دولار أمريكي          | 11.54 ألف                                                | 1.42 ألف                        |
| الناتج المحلي الإجمالي للفرد دولار أمريكي                 | 21.64 ألف                                                | 1.81 ألف                        |
| مؤشر التنمية البشرية                                      | 0.818                                                    | 0.590                           |
| رمز المكالمات الدولي                                      | +385                                                     | +686                            |
| رمز الإنترنت                                              | .hr                                                      | .ki                             |
| المنطقة الزمنية                                           | توقيت وسط أوروبا، ت ع م+01:00، ت ع م+02:00، أوروبا/زغرب ‏ |                                 |

## منظمات دولية مشتركة
يشترك البلدان في عضوية مجموعة من المنظمات الدولية، منها:
| علم المنظمة | اسم المنظمة                   | تاريخ انضمام كرواتيا | تاريخ انضمام كيريباتي |
| ----------- | ----------------------------- | -------------------- | --------------------- |
|             | مؤسسة التنمية الدولية         | 25 فبراير 1993       | 2 أكتوبر 1986         |
|             | يونسكو                        | 1 يونيو 1992         | 24 أكتوبر 1989        |
|             | الأمم المتحدة                 | 22 مايو 1992         | 14 سبتمبر 1999        |
|             | الاتحاد البريدي العالمي       | ?                    | ?                     |
|             | البنك الدولي للإنشاء والتعمير | 25 فبراير 1993       | 29 سبتمبر 1986        |
|             | الاتحاد الدولي للاتصالات      | 3 يونيو 1992         | 3 نوفمبر 1986         |
|             | منظمة حظر الأسلحة الكيميائية  | ?                    | ?                     |
|             | مؤسسة التمويل الدولية         | 25 فبراير 1993       | 2 أكتوبر 1986         |

## وصلات خارجية
- موقع وزارة الخارجية الكرواتية